# تأنيب الضمير (فلم)
تأنيب الضمير فيلم روائي سعودي، من إخراج المخرج سعد الفريح، وبطولة الممثل حسن دردير، وإنتاج عام 1966، وهو أول فيلم سينمائي سعودي يصور بكاميرا تصوير سينمائي. ويعتبر البداية الحقيقية للإنتاج السينمائي في المملكة العربية السعودية.

## وصلات خارجية
- صفحة الفيلم على قاعدة بيانات الأفلام العربية.